# Zvonimir Banović
Zvonimir Banović (Bukinje, Tuzla, 13. siječnja 1963. – 2. travnja 2017.), bh. hrvatski novinar i političar.

## Životopis
Rodio se u Bukinju. Osnovnu školu i gimnaziju završio u Tuzli. U Mostaru završio Pravni fakultet. Karijeru je većinom proveo kao novinar. Poslije rata bio je dopisnik iz Tuzle Večernjeg lista. Zatim je bio glodur (glavni i odgovorni urednik) dnevnika Tuzlanskog lista. Bio je dugogodišnji novinar Radija Soli i Hrvatski radio Herceg Bosne, te urednik Radija Soli. Bio je dopisnik Hrvatskog radija i Slobodne Dalmacije za sjeveroistočnu Bosnu i Hercegovinu.
Bio je član ogranka Matice hrvatske u Tuzli. Na obnoviteljskoj skupštini 28. lipnja 2001., u prostorijama Hrvatskoga doma, ul. Kazan mahala 2/II, bio je član Inicijativnog odbora. Izabran je u radno predsjedništvo. Postao je pročelnik Odjela za nakladništvo.
Zadnjih godina života bavio se politikom, netipično za njega. Bio je aktivni političar, ali je posao dobro obavljao. Radio na okupljanju ljudi. Bio je savjetnik zamjenika ministra sigurnosti BiH i savjetnika premijera Tuzlanske županije. Obnašao je dužnost predsjednika Županijskog odbora HDZ BiH Tuzla od 20. kolovoza 2015. godine i savjetnika u Ministarstvu sigurnosti BiH od iste godine. Bio je savjetnik pomoćnika ministra sigurnosti BiH Mije Krešića.
Umrlom Banoviću priređena je komemoracija 6. travnja 2017. u Narodnom kazalištu u Tuzli, posljednji ispraćaj bio je ispred Komemorativnog centra u Tuzli, a pokopan je na tuzlanskom groblju Boriću.